# Janice Wu

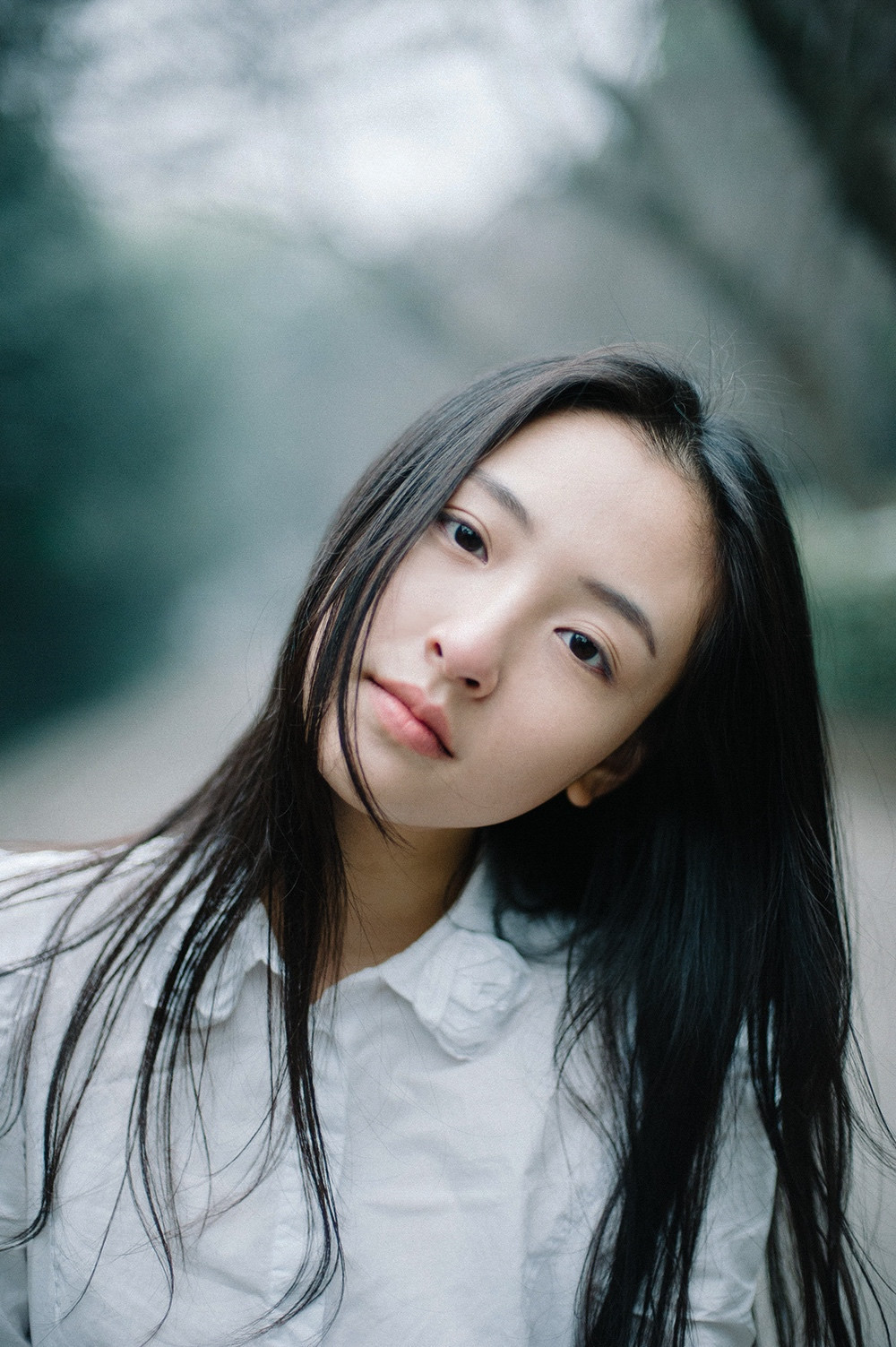
Wu Qian

Janice Wu (auch bekannt als Wu Qian, chinesisch: 吴倩; * 26. September 1992) ist eine chinesische Schauspielerin. Sie wurde durch die Darstellung der jungen Zhao Mosheng in dem 2015 erschienenen Romantik-Drama „My Sunshine“ bekannt und erlangte Aufmerksamkeit für ihre Rollen in den Fernsehserien „My Amazing Boyfriend“ (2016), „Fighter of the Destiny“ (2017), „Le Coup de Foudre“ (2019) „The Brightest Star in the Sky“ (2019) und „Skate Into Love“ (2020).

## Leben
Wu gab ihr Schauspieldebüt im Jahr 2014 mit einer kleinen Rolle in „Heroes of Sui and Tang Dynasties 3 & 4“. Im Jahr 2016 spielte sie ihre erste Hauptrolle in der Liebeskomödienserie „My Amazing Boyfriend“. Die Serie war ein großer Erfolg und erreichte bis zum Ende ihrer Laufzeit mehr als 2 Milliarden Zuschauer.

## Auszeichnungen
- 2016: 1st Golden Guduo Media Awards für ihre Rolle in My Amazing Boyfriend[1]
- 2017: 11th Tencent Video Star Awards in der Kategorie Breakthrough Actress Award.[2]

## Filmografie (Auswahl)

### Spielfilme
- Love O2O
- Catman

### Serien
- Skate Into Love
- Le Coup de Foudre
- The Brightest Star in the Sky
- A Life Time Love
- My Amazing Boyfriend
- My Sunshine
- The Deer and the Cauldron